# Ismail Sabri Yaakob

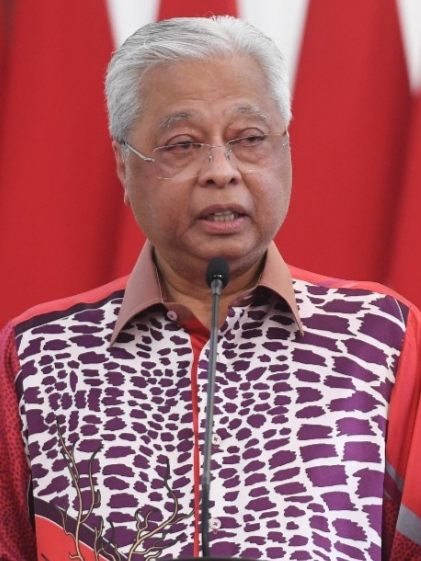
Ismail Sabri Yaakob (2022)

Ismail Sabri bin Yaakob (* 18. Januar 1960) ist ein malaysischer Politiker und war vom 21. August 2021 bis 24. November 2022 (seit 10. Oktober 2022 nur noch geschäftsführend) Premierminister Malaysias. In diesen Ämtern war er seit März 2020 nach dem Zerfall der Pakatan-Harapan-Regierung tätig. Er war von März 2019 bis Februar 2020 Oppositionsführer. Er ist seit 2004 Mitglied des Parlaments von Malaysia. Er ist der Vizepräsident der rechtskonservativen Partei United Malays National Organisation (UMNO).

## Ausbildung
Ismail Sabri begann seine Ausbildung im Jahre 1967. Er promovierte in den Rechtswissenschaften.

## Karriere
Er begann 1985 als Anwalt. 1987 wurde er ins Lokalparlament von Temerloh (Pahang) gewählt. Im Jahre 1995 wurde er zum Sekretär für politische Angelegenheiten des Ministers für Kultur, Kunst und Tourismus ernannt. Er wurde ebenfalls in den Rat zur Förderung des Tourismus in Malaysia aufgenommen. 2004 wurde er ins Parlament von Malaysia gewählt.
Nach dem Rücktritt von Muhyiddin Yassin war er vom 21. August 2021 bis zur Auflösung des Parlaments am 10. Oktober 2022 Premierminister Malaysias.

## Politik
Ismail Sabri wurde 2004 als erster Abgeordneter des neuen Wahlkreises für die Region Bera ins Parlament gewählt. Nach seiner Wiederwahl im Jahre 2008, wurde er im Kabinett von Premierminister Abdullah Badawi zum Minister für Jugend und Sport ernannt. Im April 2009, unter dem neuen Premierminister Najib Razak, wurde er zum Minister für inländischen Handel, Kooperativen und Konsumation. Nach den Wahlen 2013, in welchen er wiedergewählt wurde, wurde er zum Minister für Landwirtschaft und landbasierte Industrien. Später wirkte er auch als Minister für ländliche und regionale Entwicklung.
Am 20. Dezember 2018 wurde er zum Vizepräsident der UMNO ernannt, da sein Vorgänger zum Präsidenten gewählt wurde.

## Kontroversen

### Aufruf zum Boykott
2015 kam es zu massiven Protesten gegen Ismail Sabri aufgrund eines von ihm veröffentlichten Facebook-Posts, worin er dazu aufrief chinesische Firmen, die nicht chinesische Unternehmer diskriminieren, zu boykottieren.
Als Antwort darauf sagte der Politikanalyst Wan Saiful Wan Jan, Vorsitzender des Instituts für Demokratie und Wirtschaft, dass alle malaysischen Wähler unabhängig von ihrer Ethnie über Ismails Kommentar empört seien. Der Generalinspektor der Polizei Tan Sri Khalid Abu Bakar sagte, er werde eine Untersuchung gegen den Minister einleiten, woraufhin Ismail Sabri den Post löschte.

### Low Yat 2
2015 gab es erneut eine Kontroverse um Ismail Sabri, als er den Bau einer Mall für Digitalgadgets „Low Yat 2“ vorschlug, die lediglich malaische Händler beherbergen sollte. Die Malaysian Chinese Association (MCA) kritisierte ihn stark, da der Bau der Mall Konflikte zwischen den ethnischen Gruppen nur noch verstärken würde. Im wurde auch vorgeworfen ein Rassist zu sein. Selbst Mitglieder seiner eigenen Partei kritisierten ihn und sagten, dass eine Mall die nach Ethnie unterteilt sei keine gute Idee sei.

### Aufhebung der finanziellen Unterstützung der Taylor’s University
Am 16. September hat das Busunternehmen Wawasan Sutera, welches auch für die Taylor’s University fährt, Personen in einem Bus mit dem Logo der Universität zu einer Rassenkundgebung gefahren ohne die Erlaubnis der Universität. Zwei Tage später beendete die Universität den Vertrag mit dem Busunternehmen Wawasan Sutera. Darauffolgend gab Ismail Sabri bekannt, dass die Regierung die finanzielle Unterstützung der Universität beenden wird. Dies wurde als Reaktion auf die Beendigung des Vertrages wahrgenommen, obwohl er den Grund für die Einstellung der finanziellen Unterstützung nicht nannte.
Ein Mitglied des Parlaments Teresa Kok kritisierte die Entscheidung und nannte sie „einen persönlichen Rachefeldzug und Machtmissbrauch“. Sie rief das Kabinett dazu auf, Ismail Sabri zu rügen und ihn dazu aufzufordern, den Grund für seine Entscheidung zu veröffentlichen. MCA-Vorsitzender Senator Chai Kim Sen sagte, dass es unglaublich und kindisch sei das der Minister nicht einen einzigen Grund für die Beendigung der finanziellen Unterstützung nenne konnte. Er sagte ebenfalls, Ismail Sabri sei bekannt für seine rassistischen Bemerkungen und dass diese Entscheidung sein Image als Rassist nur noch verstärken würde.

### Meeresschildkröteneier
Am 4. November 2015 ging ein Foto von Ismail Sabri viral, auf welchem er in einem Meeresfrüchterestaurant zu Abend ass. Ein Teller mit einem Dutzend Meeresschildkröteneiern wurde auf dem Foto erkannt. Ismail bestritt den Vorwurf, diese verspeist zu haben und verwies auf gesundheitliche Gründe. Am 9. November 2015 sagte Ismail ein Gesetz, welches die Konsumation so wie den Besitz von Meeresschildkröteneiern verbietet, sein ihm nicht bekannt gewesen. Am 19. November 2015 erschien ein neues Foto, welches Meeresschildkröteneier auf den Tellern von einigen Leuten die mit im dinierten zeigte. Aufgrund dessen riefen einige Nichtregierungsorganisationen dazu auf, gegen die Gäste so wie das Restaurant zu ermitteln. Ismail Sabri sagte, er hätte seine Anwälte angewiesen gegen Leute, die im vorwerfen die Schildkröteneier gegessen zu haben, rechtliche Schritte vorzunehmen. Seine Anzeigen, die er gegen den Daily Express gestellt hatte, wurden jedoch vom obersten Gerichtshof zurückgewiesen. Er kam mit der Zeitung zu einer außergerichtlichen Einigung.

### E-Zigaretten-Industrie
Am 9. November 2015 sagte Ismail Sabri, dass er die E-Zigaretten-Industrie unterstütze. Er sagt, dass die von Malaien dominierte Industrie eine Erfolgsgeschichte sei trotz der Gesundheitsrisiken. Er sagte, er hoffe, dass die Industrie sich global ausbreiten könne. Viele prominente Ärzte kritisieren Ismail Sabris Unterstützung für die Industrie. Der Sultan von Johor Ibrahim Ismail schloss sich dieser Kritik an und verbot alle E-Zigaretten-Produkte ab dem 1. Januar 2016.

### Kommentar vor den Wahlen 2018
Am 13. April 2018 provozierte Ismail Sabri erneut eine Kontroverse, als er sagte: "Jede stimme für die DAP (Democratic Action Party) ist gleichzusetzen mit der Ermächtigung des Pakatan-Harapan-Pakt zur Eliminierung der Sonderrechte und der Einzigartigkeit des Islams. Zu diesem Kommentar sagte Kit Siang, Ismail versuche, die Wahl als eine Schlacht zwischen Chinesen und Malaien zu inszenieren.

## Familie
Er ist seit 1986 mit Datin Muhaini Zainal Abidin verheiratet. Sein Sohn Gadaffi Ismail Sabri ist Sänger und war früher in einer Fernsehsendung aktiv.

## Auszeichnungen
Companion Class I of the Order of Malacca (DMSM) – Datuk (2004)
 Knight Companion of the Order of the Crown of Pahang (DIMP) – Dato' (2005)
 Grand Knight of the Order of Sultan Ahmad Shah of Pahang (SSAP) – Dato' Sri (2008)